# Łódź ratunkowa

Zrzut łodzi ratunkowej zamkniętej

Łódź ratunkowa — łódź wożona na statku jako środek ratunkowy w gotowości do użycia. Spuszczana jest na wodę za pomocą żurawików lub wodowana przez zrzucenie ze specjalnej pochylni (system swobodnego spadku ang free fall). Zgodnie z przepisami Konwencji o Bezpieczeństwie Życia na Morzu musi charakteryzować się konstrukcją zapewniającą niezatapialność. W tym celu pod ławkami znajdują się szczelne komory powietrzne. Łódź wyposażona jest w słodką wodę, zapasy żywności i niezbędny osprzęt. Łodzie ratunkowe przewidziane są zwykle na kilkanaście lub kilkadziesiąt osób, ale bywają i takie, które są w stanie zabrać nawet ponad sto osób.
Specjalnym rodzajem łodzi ratunkowej jest hiperbaryczna łódź ratunkowa (hyperbaric lifeboat) z umieszczoną na pokładzie komorą dekompresyjną. Służy ona do ewakuacji nurków ze statków przeznaczonych do prac podwodnych. Największe komory dekompresyjne na łodziach ratunkowych budowane aktualnie na świecie mogą pomieścić 24 nurków.
Najczęstszym materiałem wykorzystywanym do budowy łodzi ratunkowych są tworzywa sztuczne (żywice poliestrowe zbrojone włóknem szklanym), jednak spotyka się jeszcze łodzie wykonane z drewna lub blachy metalowej (stal, stopy aluminium). Napęd łodzi ratunkowej bywa motorowy, żaglowy lub ręczny.
Łodzie ratunkowe pod względem konstrukcyjnym dzielą się na dwie grupy:
- Otwarte, z możliwością postawienia na nich namiotu, chroniącego przed wiatrem, deszczem lub słońcem.
- Zamknięte, stosowane przede wszystkim na tankowcach. Ich konstrukcja zapewnia bezpieczne wydostanie się ze strefy ognia w przypadku pożaru statku lub palącej się na powierzchni wody substancji (np. oleju napędowego).

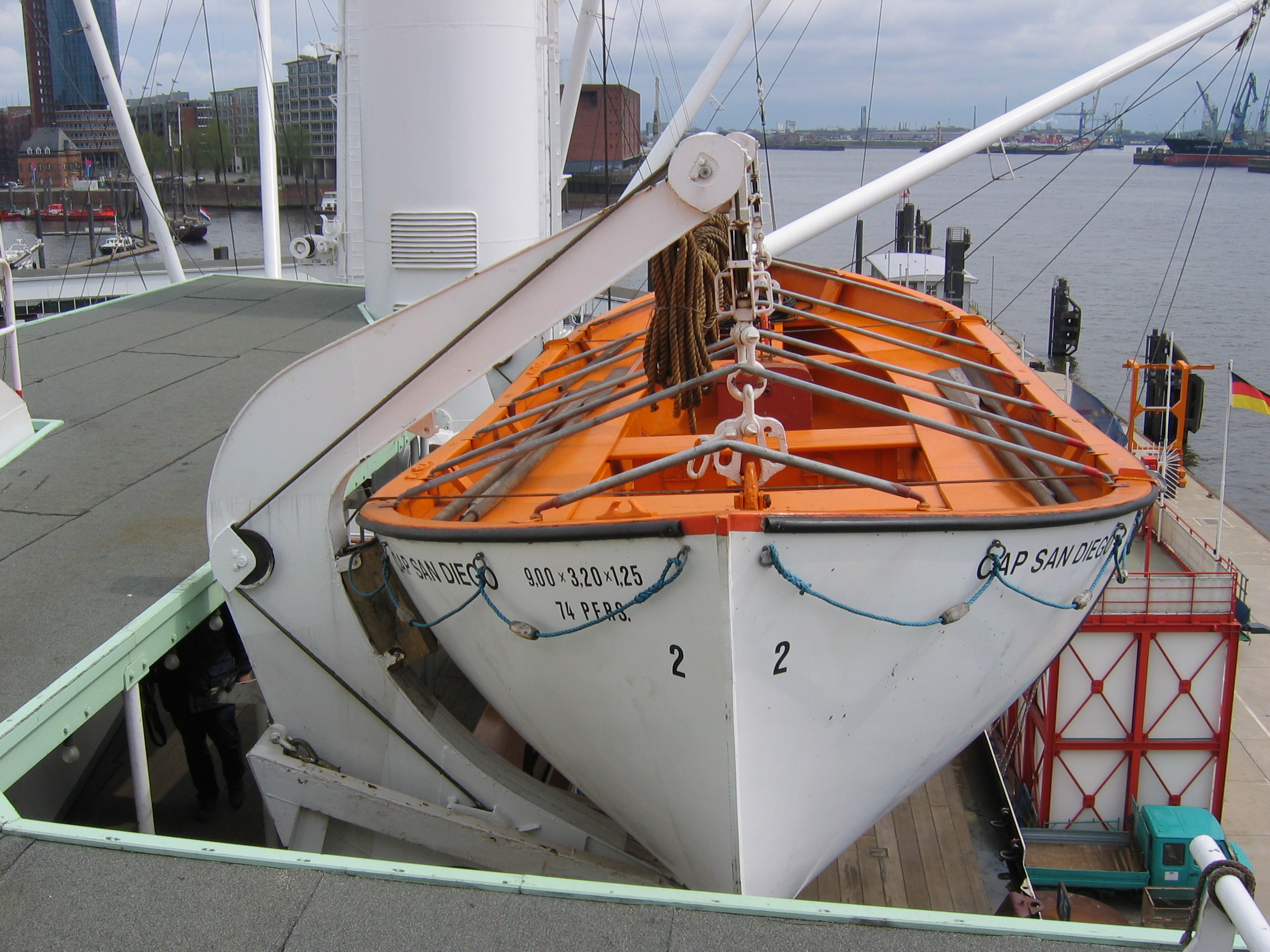
Otwarta szalupa ratunkowa
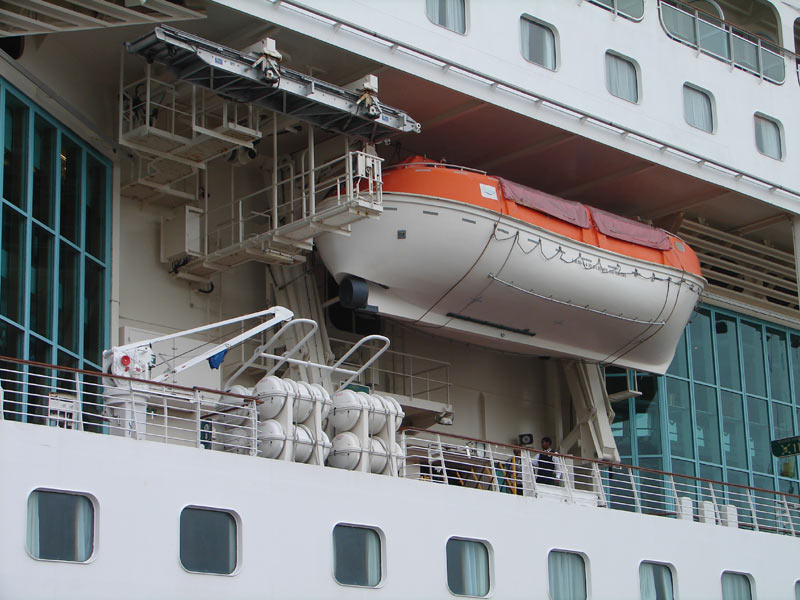
Łódź szalupowa zamknięta na statku pasażerskim
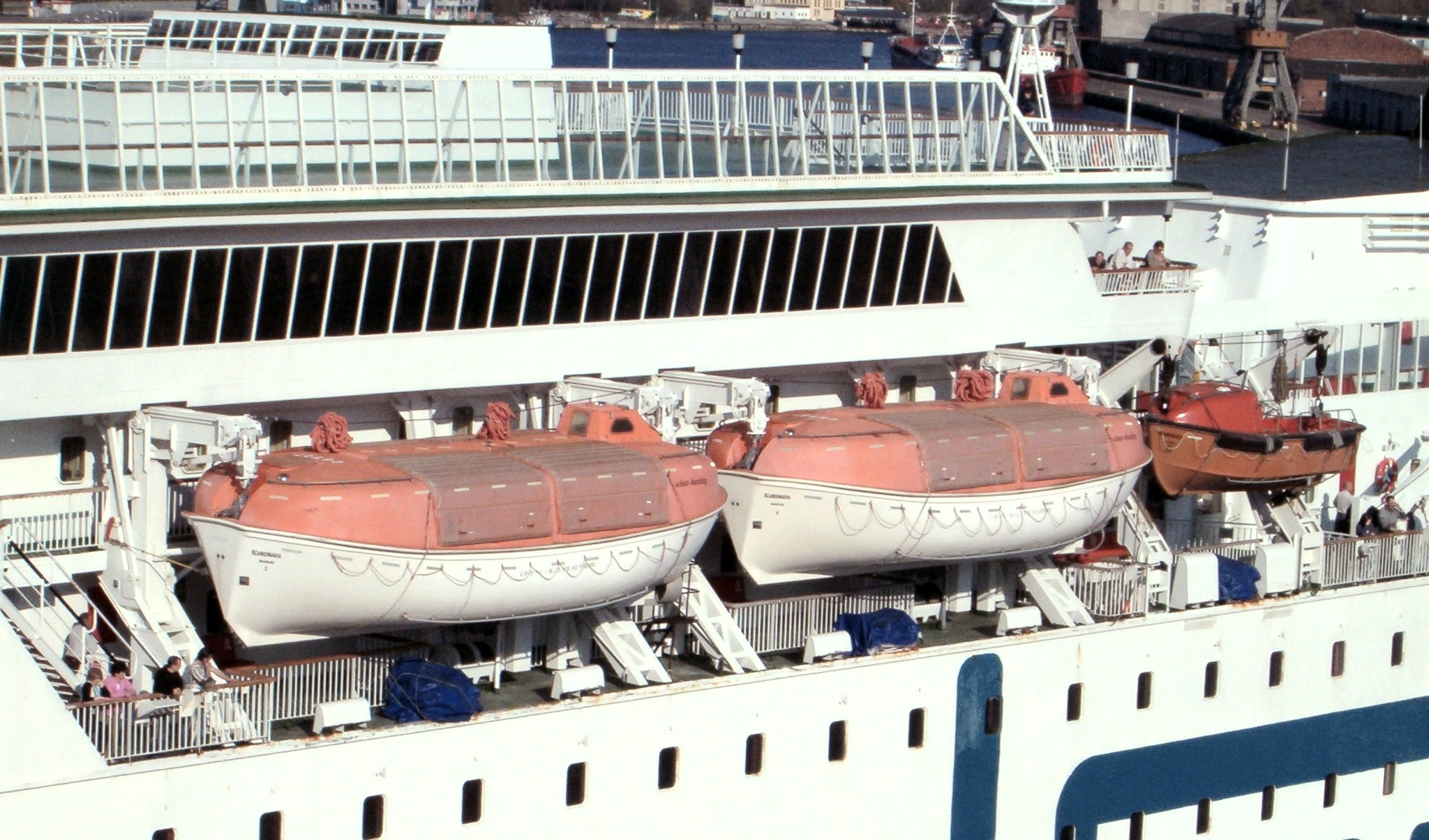
Łodzie ratunkowe na promie
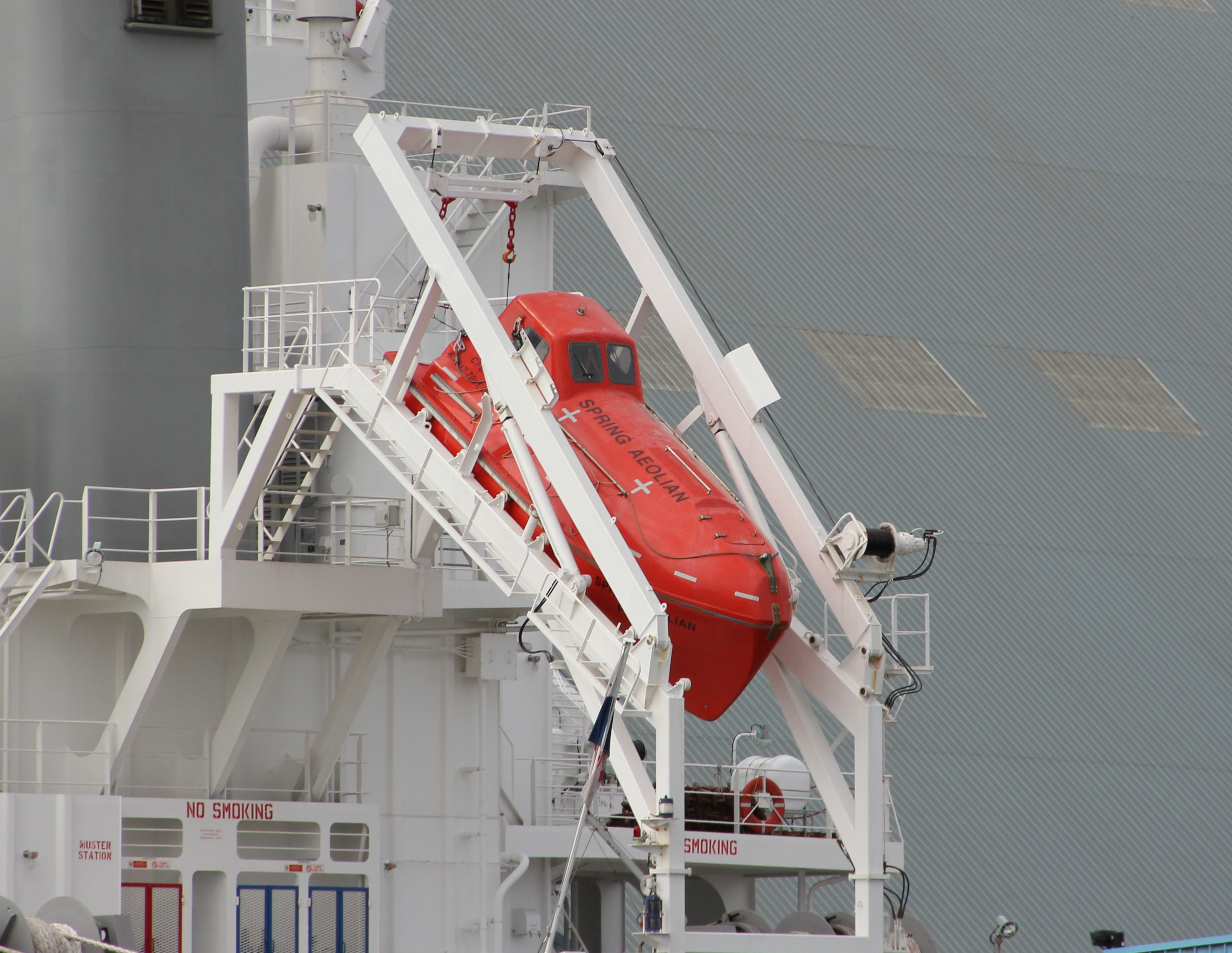
Łódź ratunkowa zrzutowa
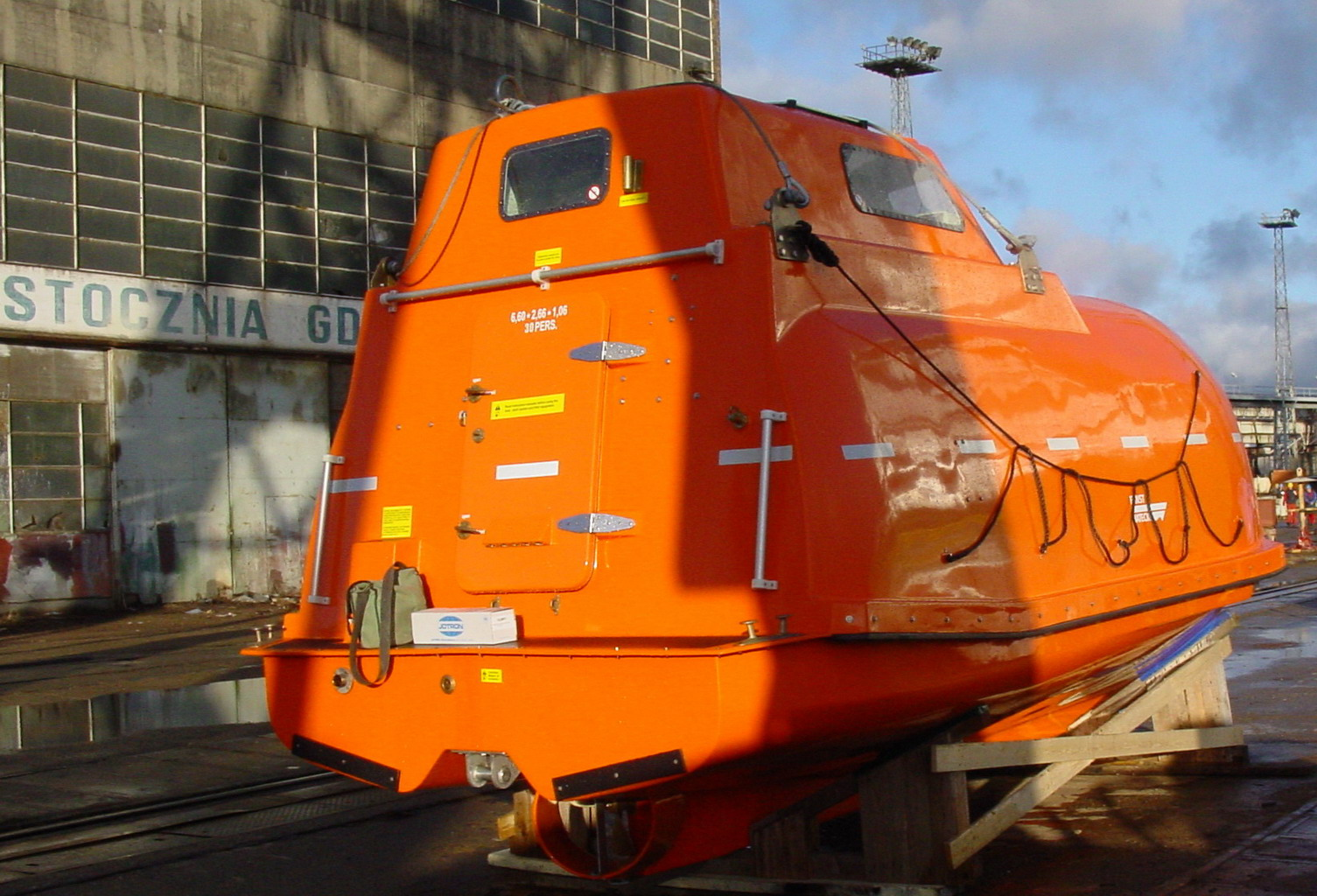
Łódź szalupowa zamknięta
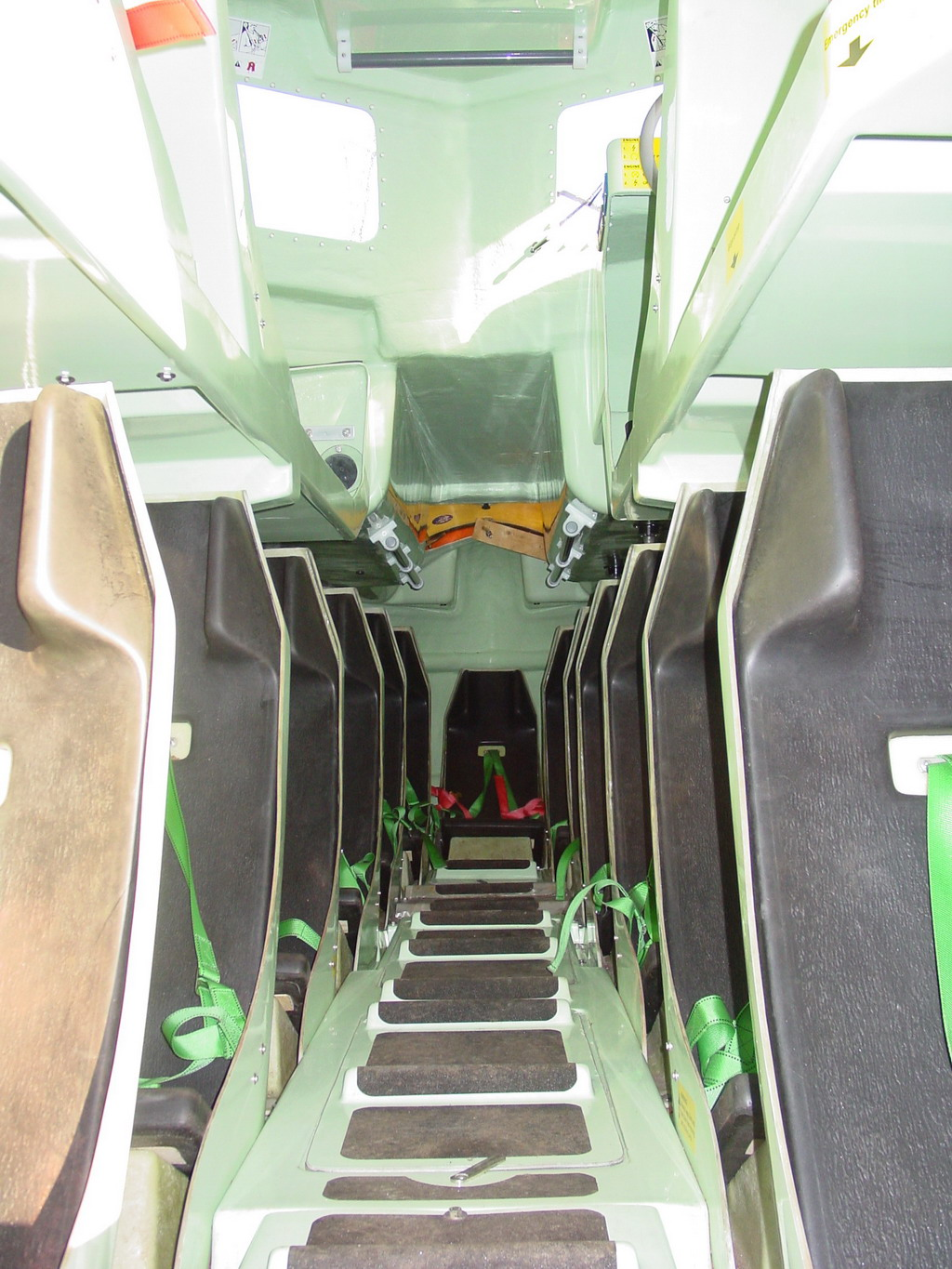
Wnętrze łodzi ratunkowej zrzutowej
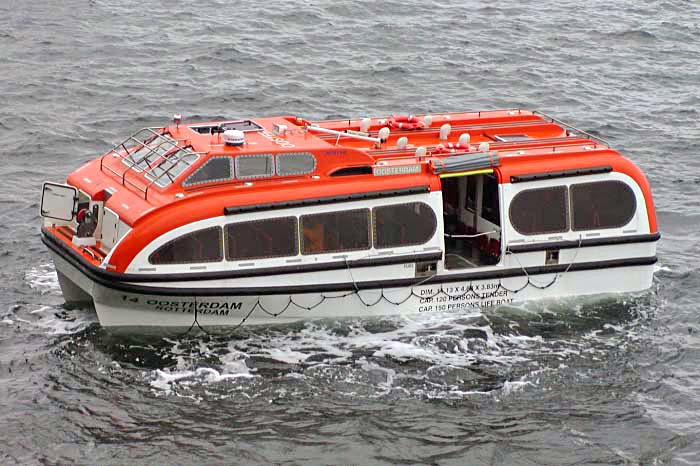
Łódź ratunkowa tzw. tender
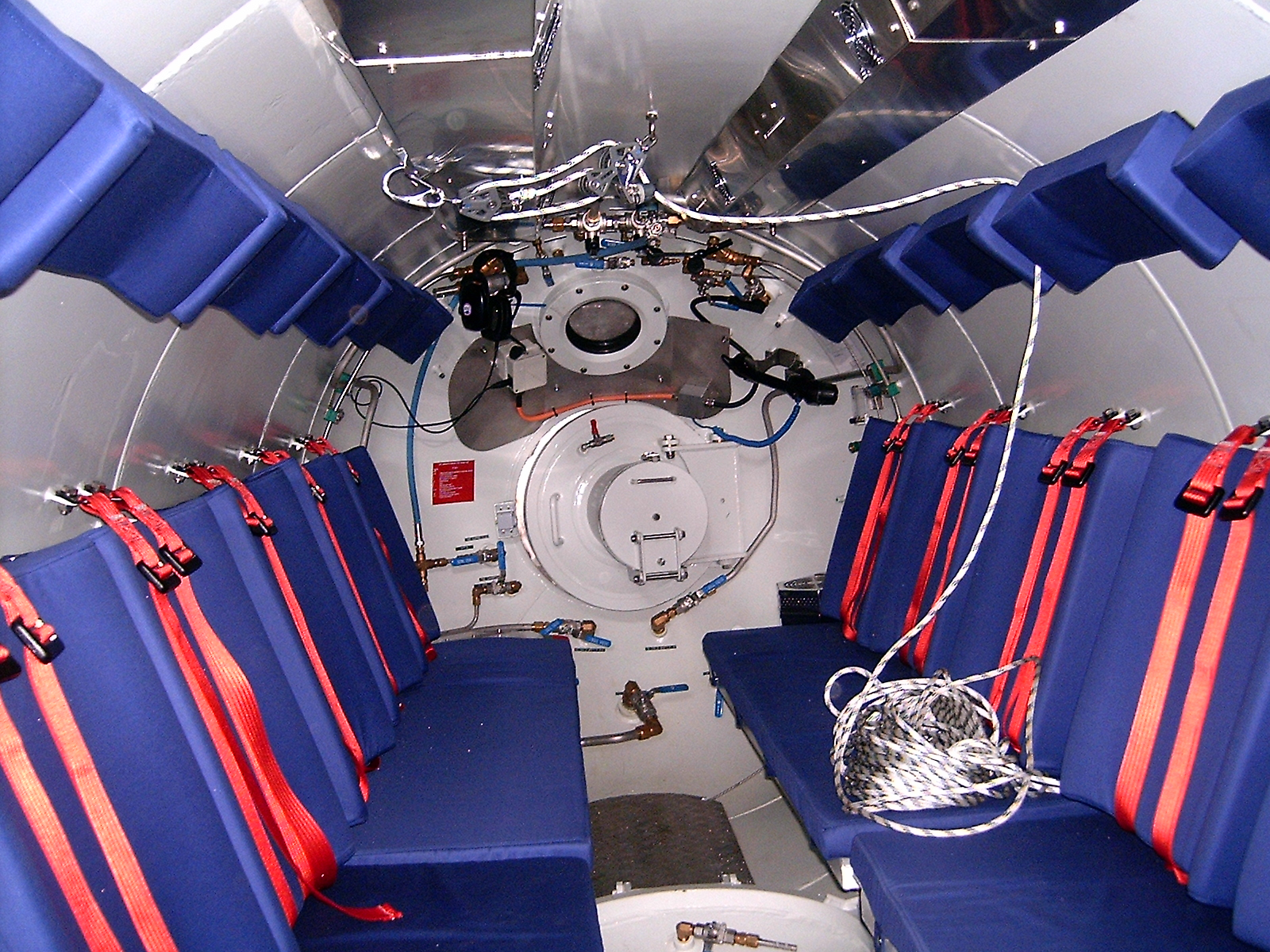
Wnętrze komory dekompresyjnej na pokładzie łodzi ratunkowej
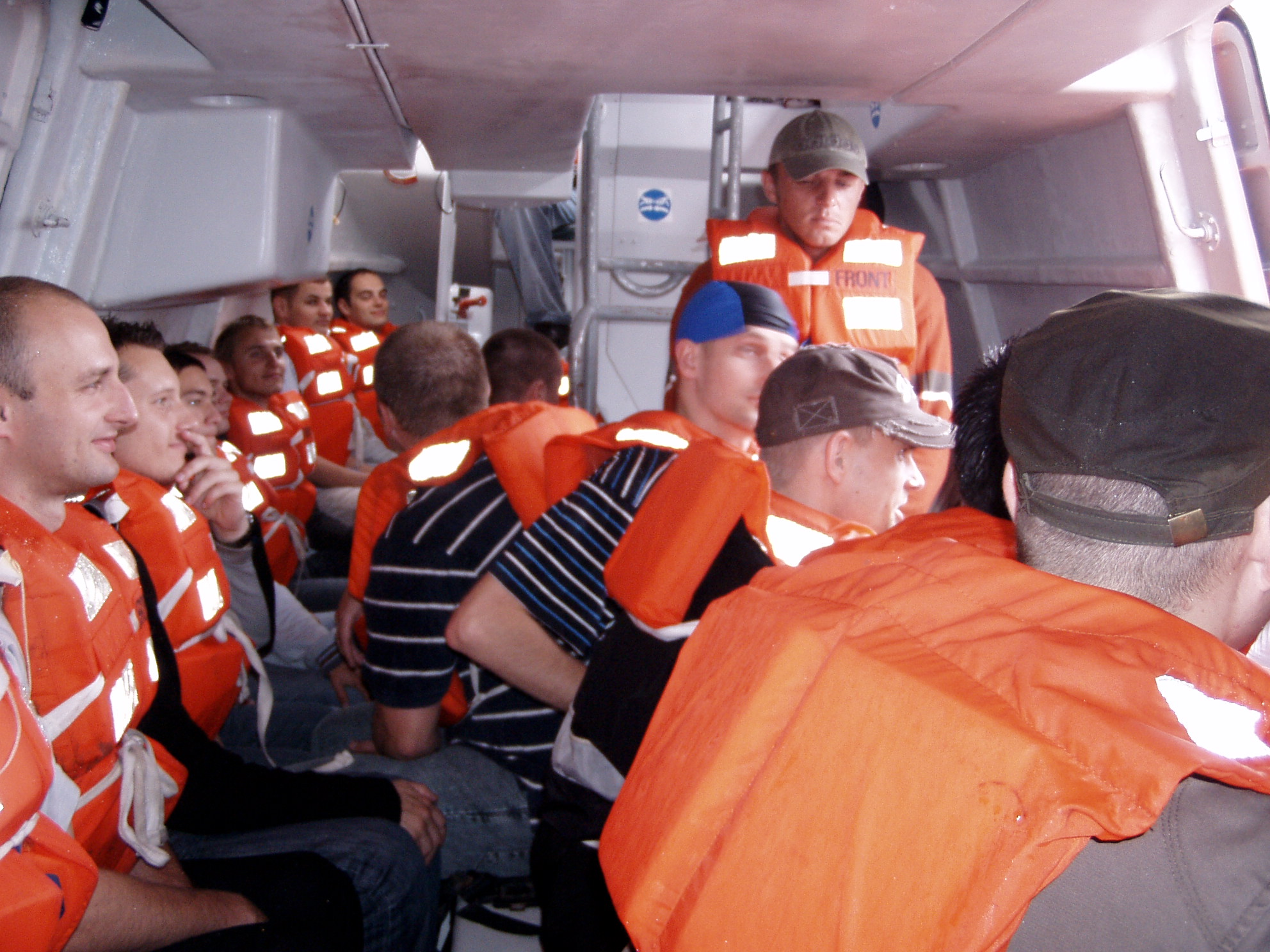
Studenci Akademii Morskiej wewnątrz łodzi ratunkowej podczas ćwiczeń
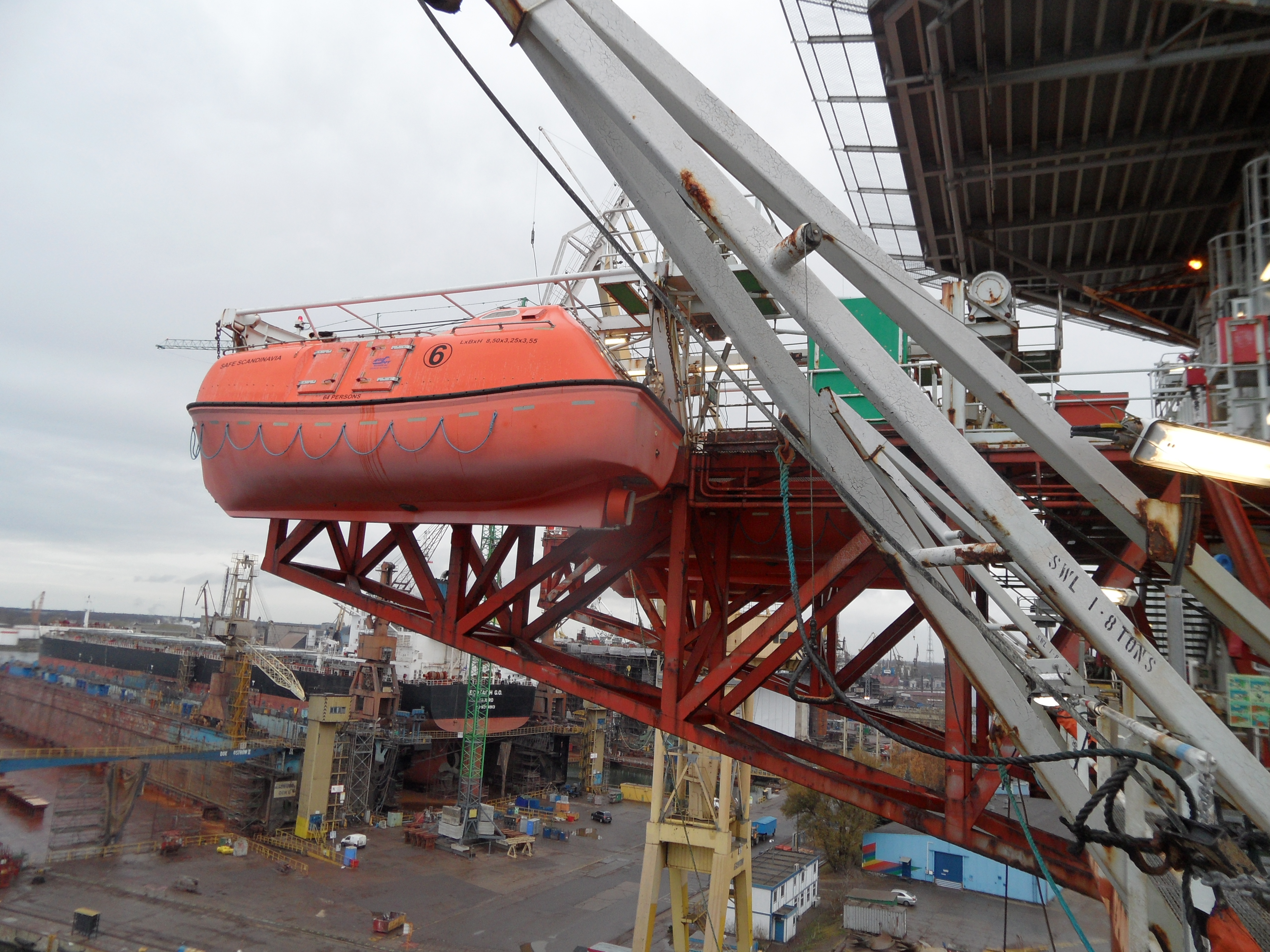
Łódź ratunkowa na platformie naftowej. Gdańska Stocznia "Remontowa".